# Polizeiruf 110: Heißkalte Liebe
Heißkalte Liebe ist ein deutscher Kriminalfilm von Rolf Liccini aus dem Jahr 1997. Es ist die 192. Folge innerhalb der Filmreihe Polizeiruf 110 und der 5. Fall für Schmücke und Schneider.

## Handlung
Schmücke und Schneider ermitteln im Mordfall an der Künstlerin Verena Weißenborn. Der Täter hat eine Höhensonne in die Badewanne geworfen, in der sie gerade ein Bad nahm. Nach der Obduktion steht fest, dass das Opfer im dritten Monat schwanger war. Die Kommissare Schmücke und Schneider versuchen zunächst herauszufinden, wer der Vater des Kindes ist und ob hier möglicherweise das Tatmotiv liegt.
Von den Eltern des Opfers erhalten die Ermittler einen Hinweis auf Professor Paulus, bei dem sie Unterricht in der Kunsthochschule genommen hat und der dafür bekannt ist, sich mit seinen jungen Studentinnen einzulassen. Für den Abend kann er zwar ein Alibi vorweisen, doch Schmücke erscheint ein Theaterbesuch zu vage, zumal eine Journalistin bestätigt, ihn nur bis zur Pause dort gesehen zu haben. Die Recherche nach seinem auffälligen Wagen bringt zutage, dass Paulus zur Tatzeit in der Nähe von Weißenborns Wohnung war. So in die Enge getrieben gibt er zu, dass er tatsächlich zu ihr wollte, doch als er ankam, sei sie bereits tot gewesen. Ein Anrufer habe ihn dorthin gelockt.
Mittlerweile stürzt sich auch die Presse auf den Skandal um Professor Paulus. Dort ist zu lesen, dass er auch schon mit Weißenborns Mutter vor vielen Jahren ein Verhältnis gehabt haben soll. Die verantwortliche Journalistin erhält diverse Hinweise von einem anonymen Anrufer, auf die sich ihre Artikel stützen.
Für Schmücke und Schneider sieht es so aus, als ob hier jemand absichtlich eine falsche Fährte legt, um den Professor zu belasten. An erster Stelle fällt ihnen der Vater des Opfers ein. Paulus hatte nicht nur seine Frau und Tochter „vernascht“, sondern hatte ihm seinerzeit auch die Stellung abspenstig gemacht. Auch Sabrina Pohl, eine Mitstudentin des Opfers, hatte Grund, Verena Weißenborn zu hassen. Sie war vor ihr mit dem Professor zusammen gewesen und musste nun mitansehen, wie er Verena ihr vorzog.
Nachdem Peter Weißenborn dabei ertappt worden ist, wie er das Auto von Paulus angezündet hat, wird er wegen des dringenden Tatverdachts, seine Tochter getötet zu haben, verhaftet. In seiner Verzweiflung erhängt er sich in seiner Zelle. Schmücke ist allerdings nicht von Weißenborns Schuld überzeugt und folgt einer Spur zu Dirk Raabe, einem Mitstudenten Verenas. Als er ihn zusammen mit Schneider aufsucht, trifft er auf einen Psychopathen, der sich so in Sicherheit wiegt, dass er in seiner Aussage einen Fehler macht. Als er sich der Tat überführt sieht, will Raabe Schneider als Geisel nehmen, und Schmücke muss von seiner Waffe Gebrauch machen. Er trifft Raabe an der Schulter, kann ihn so außer Gefecht setzen und festnehmen. Er war in Verena verliebt und konnte es nicht ertragen, dass sie weiter mit dem Professor zusammen sein wollte. Auch das Kind sei von ihm gewesen und sie wollte es Paulus „unterschieben“. Diese Zurücksetzung hatte er nicht verkraftet und seinen Rachefeldzug begonnen.

## Hintergrund
Heißkalte Liebe wurde am 17. August 1997 im Ersten zur Hauptsendezeit erstmals ausgestrahlt.

## Kritik
Die Kritiker der Fernsehzeitschrift TV Spielfilm vergaben eine mittlere Wertung (Daumen zur Seite) und merkten dazu titelbeziehend an: „Echte Krimi-Kunst sieht anders aus.“